# Alfred N'Diaye
Alfred N'Diaye (Parigi, 6 marzo 1990) è un calciatore francese naturalizzato senegalese, centrocampista svincolato.

## Caratteristiche tecniche
È abile a giocare sia come difensore che come centrocampista.

## Carriera

### Club

#### Gli inizi
Alfred inizia la sua carriera nell'US Vandœuvre, piccola squadra di Vandoeuvre-lès-Nancy. All'età di 14 anni, si trasferisce all'Nancy. Al suo arrivo, Alfred viene rapidamente notato e dopo 2 stagioni presso l'accademia, ecco che nel 2006 firma il suo primo contratto da professionista.

#### Nancy
N'Diaye fa il suo debutto durante la stagione 2007-2008 in Coppa di Lega, all'età di 17 anni, sostituendo a fine primo tempo Frédéric Biancalani in una partita persa per 0-3 contro il Lens. Fu la sua unica apparizione in quella stagione, poiché tornò nelle giovanili per aiutare la primavera ad evitare la retrocessione, cosa che poi avvenne.
Al termine della stagione, N'Diaye si guadagna la promozione in prima squadra per la stagione 2008-2009. Riceve la maglia col numero 29, e debutta nel match di campionato contro il Lilla che apre la stagione, partita poi finita con uno 0-0. Due mesi più tardi, si guadagna la sua prima partita da titolare in un 1-1 contro il Paris Saint-Germain. Le sue belle prestazioni gli valgono un ruolo di elemento fisso della rosa della squadra, giocando anche 90 minuti, come nel match vinto per 3-0 contro il Marsiglia allo Stade Vélodrome. Alla fine della sua esperienza al Nancy conterà 61 presenze tra i professionisti.

#### Bursaspor
Il 1º luglio 2011, sul sito web del Nancy appare una nota dicendo che il club aveva raggiunto un accordo con il Bursaspor, club turco, per il trasferimento di N'Diaye. Il costo dell'operazione risulterà di 3 milioni di euro. A fine stagione conterà 37 presenze, condite anche da 3 goal, nella sua prima stagione con il club turco.

#### Sunderland
Il 9 gennaio 2013 il giocatore si trasferisce ufficialmente al Sunderland, in Inghilterra.

#### Hull City
Il 31 gennaio 2017 il senegalese si trasferisce in prestito all'Hull City. Quattro giorni dopo fa il suo esordio con la nuova maglia, nella partita vinta per 1-0 contro il Liverpool, segnando subito il suo primo gol.

### Nazionale
N'Diaye ha giocato in tutte le trafile della Nazionale francese a partire dall'Under-16, fino ad arrivare nell'Under-21. Faceva parte della squadra francese che ha partecipato alla Coppa del Mondo Under-17 nel 2007, raggiungendo i quarti di finale. N'Diaye nel 2009 è stato anche il vice-capitano dell'Under-19, raggiungendo nell'Europeo di categoria le semifinali, perdendo nei supplementari contro l'Inghilterra.
Nel 2013 sceglie di giocare per la nazionale senegalese e il 14 agosto debutta nell'amichevole pareggiata 1-1 contro lo Zambia. Il 13 gennaio 2015 prima dell'inizio della coppa d'Africa realizza il suo primo gol in nazionale nella vittoria per 5-2 contro la Guinea.

## Statistiche

### Cronologia presenze e reti in nazionale
| Cronologia completa delle presenze e delle reti in nazionale ― Senegal | Cronologia completa delle presenze e delle reti in nazionale ― Senegal | Cronologia completa delle presenze e delle reti in nazionale ― Senegal | Cronologia completa delle presenze e delle reti in nazionale ― Senegal | Cronologia completa delle presenze e delle reti in nazionale ― Senegal | Cronologia completa delle presenze e delle reti in nazionale ― Senegal | Cronologia completa delle presenze e delle reti in nazionale ― Senegal | Cronologia completa delle presenze e delle reti in nazionale ― Senegal |
| Data                                                                   | Città                                                                  | In casa                                                                | Risultato                                                              | Ospiti                                                                 | Competizione                                                           | Reti                                                                   | Note                                                                   |
| ---------------------------------------------------------------------- | ---------------------------------------------------------------------- | ---------------------------------------------------------------------- | ---------------------------------------------------------------------- | ---------------------------------------------------------------------- | ---------------------------------------------------------------------- | ---------------------------------------------------------------------- | ---------------------------------------------------------------------- |
| 14-8-2013                                                              | Saint-Leu-la-Forêt                                                     | Zambia                                                                 | 1 – 1                                                                  | Senegal                                                                | Amichevole                                                             | -                                                                      |                                                                        |
| 12-10-2013                                                             | Abidjan                                                                | Costa d'Avorio                                                         | 3 – 1                                                                  | Senegal                                                                | Qual. Mondiali 2014                                                    | -                                                                      |                                                                        |
| 5-3-2014                                                               | Saint-Leu-la-Forêt                                                     | Senegal                                                                | 1 – 1                                                                  | Mali                                                                   | Amichevole                                                             | -                                                                      |                                                                        |
| 21-5-2014                                                              | Ouagadougou                                                            | Burkina Faso                                                           | 1 – 1                                                                  | Senegal                                                                | Amichevole                                                             | -                                                                      |                                                                        |
| 25-5-2014                                                              | Carouge                                                                | Senegal                                                                | 3 – 1                                                                  | Kosovo                                                                 | Amichevole                                                             | -                                                                      |                                                                        |
| 5-9-2014                                                               | Dakar                                                                  | Senegal                                                                | 2 – 0                                                                  | Egitto                                                                 | Qual. Coppa d'Africa 2015                                              | -                                                                      |                                                                        |
| 10-9-2014                                                              | Gaborone                                                               | Botswana                                                               | 0 – 2                                                                  | Senegal                                                                | Qual. Coppa d'Africa 2015                                              | -                                                                      |                                                                        |
| 15-10-2014                                                             | Monastir                                                               | Tunisia                                                                | 1 – 0                                                                  | Senegal                                                                | Qual. Coppa d'Africa 2015                                              | -                                                                      | 87’                                                                    |
| 15-11-2014                                                             | Il Cairo                                                               | Egitto                                                                 | 0 – 1                                                                  | Senegal                                                                | Qual. Coppa d'Africa 2015                                              | -                                                                      | 73’                                                                    |
| 19-11-2014                                                             | Dakar                                                                  | Senegal                                                                | 3 – 0                                                                  | Botswana                                                               | Qual. Coppa d'Africa 2015                                              | -                                                                      |                                                                        |
| 13-1-2015                                                              | Casablanca                                                             | Senegal                                                                | 5 – 2                                                                  | Guinea                                                                 | Amichevole                                                             | 1                                                                      |                                                                        |
| 23-1-2015                                                              | Mongomo                                                                | Sudafrica                                                              | 1 – 1                                                                  | Senegal                                                                | Coppa d'Africa 2015 - 1º Turno                                         | -                                                                      |                                                                        |
| 8-9-2015                                                               | Johannesburg                                                           | Sudafrica                                                              | 1 – 0                                                                  | Senegal                                                                | Amichevole                                                             | -                                                                      |                                                                        |
| 27-3-2017                                                              | Parigi                                                                 | Costa d'Avorio                                                         | 1 – 1                                                                  | Senegal                                                                | Amichevole                                                             | -                                                                      | 46’                                                                    |
| 10-11-2017                                                             | Polokwane                                                              | Sudafrica                                                              | 0 – 2                                                                  | Senegal                                                                | Qual. Mondiali 2018                                                    | -                                                                      | 86’                                                                    |
| 14-11-2017                                                             | Dakar                                                                  | Senegal                                                                | 2 – 1                                                                  | Sudafrica                                                              | Qual. Mondiali 2018                                                    | -                                                                      | 88’                                                                    |
| 23-3-2018                                                              | Kota Bharu                                                             | Senegal                                                                | 1 – 1                                                                  | Uzbekistan                                                             | Amichevole                                                             | -                                                                      |                                                                        |
| 27-3-2018                                                              | Dakar                                                                  | Senegal                                                                | 0 – 0                                                                  | Bosnia ed Erzegovina                                                   | Amichevole                                                             | -                                                                      | 72’                                                                    |
| 31-5-2018                                                              | Lussemburgo                                                            | Lussemburgo                                                            | 0 – 0                                                                  | Senegal                                                                | Amichevole                                                             | -                                                                      | 69’                                                                    |
| 8-6-2018                                                               | Osijek                                                                 | Croazia                                                                | 2 – 1                                                                  | Senegal                                                                | Amichevole                                                             | -                                                                      | 66’ 75’                                                                |
| 11-6-2018                                                              | Grödig                                                                 | Senegal                                                                | 2 – 0                                                                  | Corea del Sud                                                          | Amichevole                                                             | -                                                                      | 81’                                                                    |
| 19-6-2018                                                              | Mosca                                                                  | Polonia                                                                | 1 – 2                                                                  | Senegal                                                                | Mondiali 2018 - 1º turno                                               | -                                                                      | 87’                                                                    |
| 24-6-2018                                                              | Ekaterinburg                                                           | Senegal                                                                | 2 – 2                                                                  | Giappone                                                               | Mondiali 2018 - 1º turno                                               | -                                                                      | 65’                                                                    |
| 9-9-2018                                                               | Antananarivo                                                           | Madagascar                                                             | 2 – 2                                                                  | Senegal                                                                | Qual. Coppa d'Africa 2019                                              | -                                                                      | 76’                                                                    |
| 13-10-2018                                                             | Dakar                                                                  | Senegal                                                                | 3 – 0                                                                  | Sudan                                                                  | Qual. Coppa d'Africa 2019                                              | -                                                                      |                                                                        |
| 16-10-2018                                                             | Khartoum                                                               | Sudan                                                                  | 0 – 1                                                                  | Senegal                                                                | Qual. Coppa d'Africa 2019                                              | -                                                                      | 55’                                                                    |
| 23-3-2019                                                              | Dakar                                                                  | Senegal                                                                | 2 – 0                                                                  | Madagascar                                                             | Qual. Coppa d'Africa 2019                                              | -                                                                      | 75’                                                                    |
| 26-3-2019                                                              | Dakar                                                                  | Senegal                                                                | 2 – 1                                                                  | Mali                                                                   | Amichevole                                                             | -                                                                      | 46’                                                                    |
| 16-6-2019                                                              | Ismailia                                                               | Senegal                                                                | 1 – 0                                                                  | Nigeria                                                                | Amichevole                                                             | -                                                                      | 65’                                                                    |
| 27-6-2019                                                              | Il Cairo                                                               | Senegal                                                                | 0 – 1                                                                  | Algeria                                                                | Coppa d'Africa 2019 - 1º turno                                         | -                                                                      | 87’                                                                    |
| Totale                                                                 |                                                                        | Presenze                                                               | 30                                                                     |                                                                        | Reti                                                                   | 1                                                                      |                                                                        |

## Palmarès

### Club

#### Competizioni nazionali
- Football League Championship: 1

Wolverhampton Wanderers: 2017-2018